# Дуарте, Теофило
Теофило Дуарте (порт. Teófilo Duarte; 6 октября 1898, Оледу, Иданья-а-Нова, Португалия — 16 мая 1958, Лиссабон) — португальский политик, государственный деятель, колониальный администратор.
Один из лидеров Португальского легиона. Министр колоний (1947—1950). Губернатор заморской провинции Кабо-Верде (1918—1919) и Португальского Тимора (1926—1928).

## Биография
Образование получил в иезуитском колледже Colégio de São Fiel в Ковильяне, затем в университете Коимбры. Окончил кавалерийское военное училище. В 1914 году стал офицером.
Участвовал в государственном перевороте Сидониу Паиша в 1917 году.
Сторонник Национальной республиканской партии под руководством Сидониу Паиша.
С 1918 по 1919 год Дуарте занимал пост губернатора Кабо-Верде. После смерти президента Сидониу Паиша стал верховным комиссаром округа Каштелу-Бранку. С 1926 по 1928 год — губернатор Португальского Тимора. Способствовал иммиграции европейцев в колонию.
Сторонник Салазара и режима Нового государства Португалия. С 1936 года был членом центральной хунты Португальского легиона, но ушёл в отставку в июне 1937 года из-за внутреннего кризиса.
В 1947—1950 годах занимал пост министра колоний Португалии. Работал руководителем Мозамбикской компании, вице-президентом Заморского совета, заместителем губернатора колонии Ангола и администратором банка Banco Nacional Ultramarino. Депутат Парламента Португалии.

## Избранные публикации
- Colónia portuguesa de Timor, 1928
- Timor, 1930
- Timor: ante-câmara do inferno, 1930
- Timor: aspectos de administração colonial, 1930
- O rei de Timor, 1931
- Sidónio Pais e o seu consulado, 1941
- Ocupação e colonização branca de Timor, 1944